# Ganonema fuscipennis
Ganonema fuscipennis är en nattsländeart som först beskrevs av Albarda in Veth 1881.  Ganonema fuscipennis ingår i släktet Ganonema och familjen Calamoceratidae. Inga underarter finns listade i Catalogue of Life.